# 陳鋭
陳 鋭（ちん えい、1439年 - 1502年）は、明代の官僚・軍人。字は志堅。本貫は廬州府合肥県。

## 生涯
陳豫の子として生まれた。1464年（天順8年）、平江伯の爵位を嗣いだ。1465年（成化元年）、三千営と団営を管轄した。1470年（成化6年）、征蛮将軍の印を受け、総制両広をつとめた。1472年（成化8年）、淮安に移駐し、運河の水運を総督した。淮河の河口に石造の水門を建て、済寧で分水して南北に2か所の水門を設けた。運河の水運を総督すること14年、数十回にわたって上奏をおこなった。日本の朝貢の使者が民衆の男女数人を買って帰国しようと、淮安を通りかかった。陳鋭は使者を抑留して男女の身柄を買い戻し、男女をその家に帰させた。淮安や揚州で飢饉と疫病が発生すると、陳鋭は粥の炊き出しや施薬をおこない、多くを救済した。1493年（弘治6年）、黄河が張秋で決壊すると、陳鋭は勅命を受けて復旧工事にあたった。太傅・兼太子太傅の位を加えられた。1500年（弘治13年）、トゥメトの火篩が大同に侵攻してくると、陳鋭は総兵官として将軍の印を受けて援軍に赴いた。大同に到着したが、救援に消極的だったため、給事中や御史の弾劾を受けて、禄を奪われ隠棲した。1502年（弘治15年）12月15日、死去した。享年は64。
子の陳熊が後を嗣いだ。